# Distrikt Cajay
Der Distrikt Cajay liegt in der Provinz Huari in der Region Ancash in West-Peru. Der Distrikt wurde am 13. Januar 1961 gegründet. Er besitzt eine Fläche von 165 km². Beim Zensus 2017 wurden 2707 Einwohner gezählt. Im Jahr 1993 lag die Einwohnerzahl bei 3925, im Jahr 2007 bei 3018. Die Distriktverwaltung befindet sich in der 3050 m hoch gelegenen Ortschaft Cajay mit 683 Einwohnern (Stand 2017). Cajay liegt knapp 3 km nordöstlich der Provinzhauptstadt Huari.

## Geographische Lage
Der Distrikt Cajay liegt im Nordwesten der Provinz Huari. Der Río Huari fließt entlang der westlichen Distriktgrenze nach Süden. Im Nordosten bildet die Quebrada Chakaragra die Distriktgrenze. Der Distrikt reicht im Osten bis zu deren Mündung in den Río Puchca. 
Der Distrikt Cajay grenzt im Westen an den Distrikt Huari, im Nordwesten an die Distrikte San Luis und San Nicolás (beide in der Provinz Carlos Fermín Fitzcarrald), im Nordosten an die Distrikte Mirgas, San Juan de Rontoy und Aczo (alle drei in der Provinz Antonio Raymondi), im äußersten Osten an den Distrikt Pontó sowie im Süden an den Distrikt Masin. 